# パウラ・ヌガウアモ
パウラ・ヌガウアモ（Paul Ngauamo、1990年2月19日 - ）は、トップ14、カストル・オランピックに所属するラグビーユニオン選手。

## プロフィール
- ニュージーランド・クライストチャーチ出身[1]。
- ポジションはフッカー(HO)。
- 身長 185cm、体重 121kg
- U20ニュージーランド代表に選ばれたことがある[2]。
- トンガ代表キャップは22（2020年9月現在）でラグビーワールドカップ2015・ラグビーワールドカップ2019のトンガ代表に選ばれた[3]。

## 略歴
カンタベリー、オヨナ、モン＝ド＝マルサンを経て、2017年、SUアジャンに加入。
2021年、カストル・オランピックに加入。